# Bonnet de douche
Pour les articles homonymes, voir Bonnet.
Ne doit pas être confondu avec Bonnet de bain.

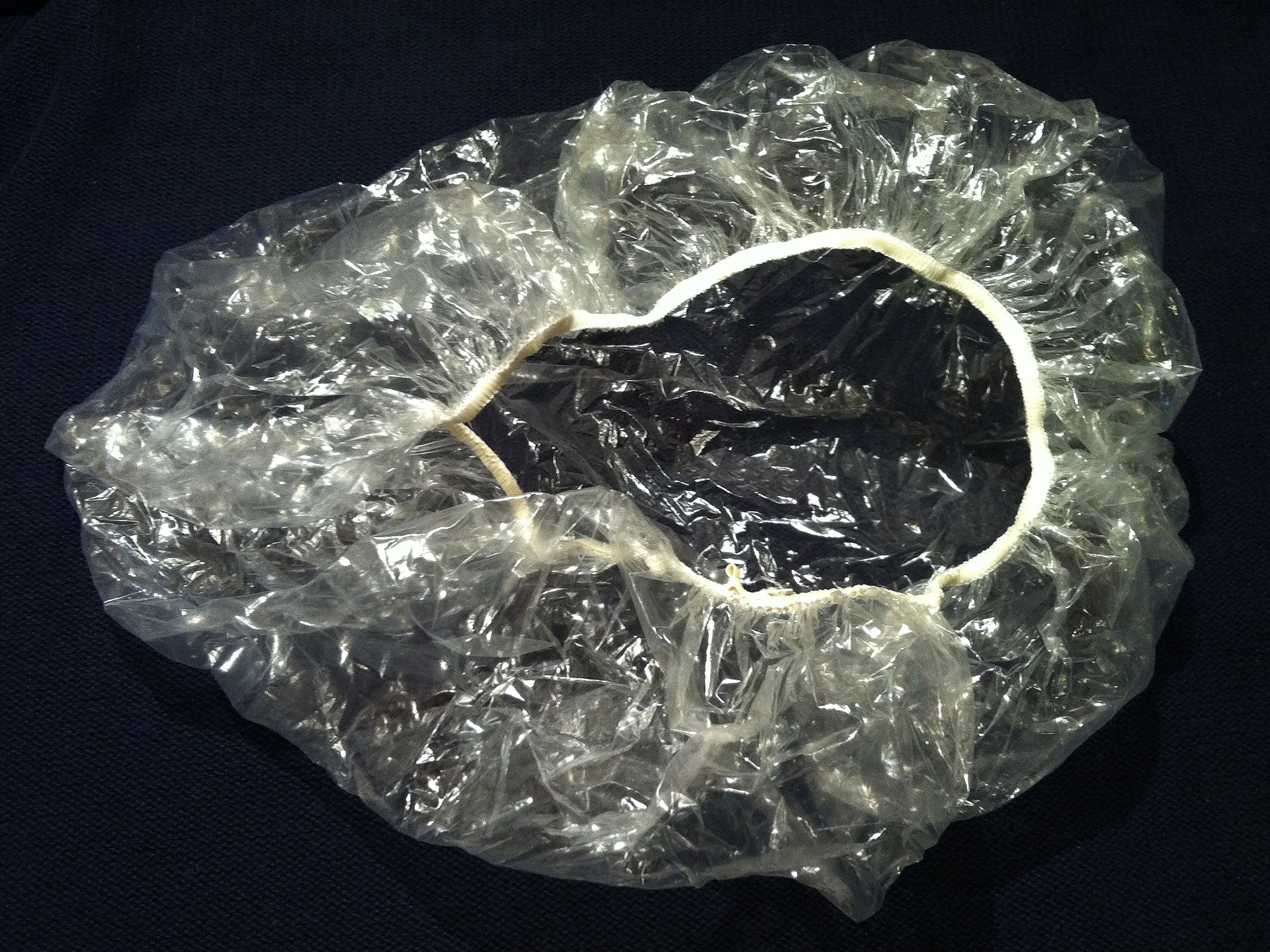
Un bonnet de douche.

Un bonnet de douche est un couvre-chef porté pour protéger les cheveux de l'eau pendant une douche ou un bain. Il comporte généralement un élastique destiné à faire le tour de la tête à hauteur du front.